# 蒼色騎士
《蒼色騎士》是2008年GONZO和Nitro+合作推出的原创动画，2008年4月5日起播出。「蒼色騎士」是此次GONZO和Nitro+合作推出的跨媒體製作（MEDIA MIX）計畫，包括电视动画与漫画在内。2007年11月下旬，企划官网曾经推出过先行PV。

## 故事简介
近未来的德国某个城市里，街上突然频频发生尸体复苏进而变成异形袭击人类的事件。慢慢的，活着但能够自由变成恶魔形态的人们也开始出现了。
在人们责难和好奇的眼光中，他们因为各自的信念，使用着恶魔的力量。但是，那些想法给他们带来无法抗拒的残酷命运，那就是拥有恶魔之力的人们相互争斗，赌上自己性命的竞技场……

## 登場人物
约瑟夫·喬布森（Joseph Jobson，声：松风雅也、三瓶由布子（少年時代）／台灣：孫誠／香港：楊耀泰、柚子蜜（少年時代））
本作的主人公，右眼有類似閃電的疤痕。拥有恶魔之力的人、打倒紮金及不能棄紮金不顧是他戰鬥的動力，為此接受了宗教機構的狂暴化改造。個性沉默寡言，信念堅定，常會將一切責任攬在自己身上。
在XAT的資料中，變身為融合體的他被命名為「BLUE」。
小的時候為教會收留的外來异民孤兒，後來在一場洪災中認識前來教會協助災民的紮金。
但随后为了阻止想重建世界的紮金而深受重伤，但在最后紮金把自己的血液给了他，遂其也变成了融合体。
故事的最后服用了反纳米装置Isis，自我犧牲並与紮金及其带领的众多融合体共同被Isis摧毁。
阿曼達·威尔纳（Amanda Werner，声：伊藤静／台灣：石采薇／香港：王慧珠）
调查恶魔事件的组织“XAT”2班所属的女性。接触到恶魔相关事件之后、她的命运也出现了巨大的变化。
和马列克并非亲姐弟，而是阿曼達从孤儿院收养了他。
XAT被滅之後，作為唯一幸存者的她，因為想奪回弟弟馬列克，被迫作為宗教機構的協力者繼續與融合體進行戰鬥。
事件完結後加入新XAT成為了訓練官，五年後成為馬列克所屬的遊擊隊隊長。
赫尔曼·扎爾查（Hermann Saltza，声：三宅健太／台灣：黃天佑／香港：鄧肇基）
“XAT”2班所属的男性。盖尔特的好朋友，对于拥有恶魔之力的盖尔特，以人的身份接纳了他，痛恨杀死盖尔特的约瑟夫。
在和阿曼達逃出XAT總部的過程中，所乘坐的直升機被燃料空气炸弹爆炸波及墜毀，性命垂危。
随后被貝爾特麗絲改造成融合體，开始自己不能控制融合体的力量，但在阿曼達的帮助下掌握了自身的力量并与她战斗。最后在与贝尔特丽丝的战斗為馬列克擋下致命一擊後战死。
盖尔特·弗伦岑（Gerd Frentzen，声：石塚運昇／台灣：夏治世／香港：李家傑）
数年前曾经是一名无敌的赛车手，比賽期間突然有融合體出現並襲擊在場的車手，蓋爾特亦因此受重傷令其雙腳失去行動能力。
不能再於環形賽道上奔馳的蓋爾特被女友和車隊捨棄，在絕望之際貝爾特麗絲出現並給予他一顆含有納米機器的藥丸，變成了融合體。
后因自己自知已經失控（約瑟夫所說的“墮落”）請求約瑟夫將自己殺死。
马列克·威尔纳（Malek Werner，声：皆川纯子／台灣：詹君陽／香港：柚子蜜）
阿曼達的弟弟，和赫尔曼一样，相信盖尔特仍然是一位英雄，写了一封信请阿曼達交给盖尔特。
和阿曼達并非亲姐弟，而是外来异民的孤儿，在阿曼達姑妈所经营的孤儿院生活了一段时间，后被阿曼達所领养。
平时在学校被不良少年欺负，后来因为好友约翰的自杀，受到了严重打击，此时被贝尔特丽丝煽动，服用了含有纳米机器的藥丸，变成了融合体。
為救約瑟夫被紮金打至嚴重傷，並將自己的心封閉起來拒絕甦醒，被宗教機構作為要求阿曼達協作的人質。
后被阿曼達和赫尔曼所救，为数不多的最后存活下来的融合体。
五年後駕駛赫爾曼從宗教機構奪取的機車，穿著約瑟夫的外套加入了新XAT的遊擊隊與阿曼達一起作戰。
艾莱亚（Elea，声：花泽香菜／香港：黃鳳兒）
一直伴隨著Joseph的謎之少女。通过终端给约瑟夫提供情报，實際上是由宗教機構發明的程式。
沃尔夫（Wolf Göring，声：立木文彦）
“XAT”的队长，拥有钢铁般的意志，后被貝爾特麗絲籠絡，变成融合体並且毀滅了XAT。
“XAT”被毀滅之後企圖令部下變成融合體復活，利用失去記憶的阿魯對付阿曼達和赫尔曼。
最後被清醒過來的阿魯以其精準的狙擊一槍擊中要害身亡。
布拉德（Bradley Guildford，声：中村悠一）
“XAT”2班所属的男性，狙击手，平时沉默寡言，拥有高超的精准射击技术。
与前女友琳恩一起，过去曾是德国GSG 9的战友，阿鲁也知道这点。
與其前女友，XAT第三班（帕拉丁班）的琳恩一起，拒絕同化成融合體被沃爾夫所殺。
阿鲁（Alvin Lutz，声：桧山修之／台灣：吳東原／香港：羅偉亮）
“XAT”2班所属的男性，狙击手。
和布拉德一起，在XAT總部與沃爾夫戰鬥到最後。
不過仍然被沃爾夫的血感染成為融合體，与沃尔夫共同对抗，但当看到阿曼達的Paladin机体上所画的“絆”和他自己的名字后恢复了本性，最后还是用其狙击枪结束了自己的生命。
美凤（Mei Fong Liu，声：远藤绫／台灣：穆宣名／香港：柚子蜜）
“XAT”的通讯员。
真正身份是宗教機構所屬的“末日三騎士”之一的“審判騎士”。
因為成為“末日三騎士”之一的需要，身體實際上是由人體改造成的生化機器人。但由于克隆人的成长和老化异常迅速，医生推断其只能活到20岁左右。
最後為了保護總部而撞向敵方戰機，與敵人同歸於盡。
莎夏·喬布森（Sasha Jobson，声：生天目仁美／台灣：龍顯蕙／香港：柚子蜜）
約瑟夫的親姐姐，年幼時因家貧姐弟失散，後來成為第一位异民出身的研究員。大學專業是生物醫學工程，曾經是紮金的女友，作為維克多還是研究所所長時的部下，是她成功研發出了納米機器技術。後來被民主主義排外者、種族歧視者重傷至死。
抱著和約瑟夫一樣的想法（不能棄紮金不顧 其實很大部分帶有贖罪心理），接受了維克多的改造。現在是宗教機構所屬的“末日三騎士”之一的“謝幕騎士”。因為成為“末日三騎士”之一的需要，身體實際上是由人體改造成的生化機器人。
最后为了击落导弹而不停的发射离子炮，导致炮弹机体过热爆炸身亡。
紫藤（Shido Kasagi，聲：石塚運昇）
日本人。現在是宗教機構所屬的“末日三騎士”之一的“行刑騎士”。因為成為“末日三騎士”之一的需要，身體實際上是由人體改造成的生化機器人。
最後為了擊落導彈而自爆身亡。
维克多（Victor Stachus，声：斧篤／台灣：夏治世／香港：羅偉亮）
“XAT”的指挥官。给人相当的威严感。
真實身份是宗教機構的管區長，“末日計劃”的策劃人，曾經也作為莎夏所在的研究所的所長。
目標看似是想用納米機器技術（融合體技術）統治全世界，其实他的最初目的是为了讓他的孙女美凤能活下去。
後來被紮金將其與宗教機構的主系統融合，變成了類似融合體的東西控制了整個總部。
斯諾（Snow，声：中原麻衣）
漫画版的女主角，約瑟夫为了救斯諾而负伤，血溅到斯諾的身上，于是斯諾也有了恶魔的能力，最后为救第一次强化而狂性大发的约瑟夫牺牲性命。
貝爾特麗絲（Beatrice Grese，声：大原沙耶香／台灣：龍顯蕙／香港：黃鳳兒）
紮金的部下，把试验药品交给盖尔特的迷之女子，每次都出现在恶魔事件的现场附近，實際是替紮金選擇合適的人改造成“被選中者”（并非普通的融合體，而是擁有所羅門七十二柱魔神徽章的人）。表面身份是某制药公司的代表。最後死於赫爾曼和馬列克的戰鬥中。
也能變身為融合體。
瑪德懷特·紮金（Xargin，声：諏訪部順一／台灣：吳東原／香港：李家傑）
曾經是莎夏的男友、醫大的實習生。以前作為義工出現，給人是圣者的感覺。但在目睹莎夏被民族主義排外者、種族歧視者重傷至死之後，對世界的看法徹底改變，接受了維克多的改造，成為第一個生者改造成功的融合體，同時也是其他所有融合體的根源。後來背叛了維克多，敵對的勢力正是維克多及其代表的宗教機構，最后被反纳米装置Isis所破坏。
马修
盖尔特的老板，在他双腿残废后跟他女友吉尔私通被他发现，马修刺伤他后被他血液沾上而变成融合体，最终被约瑟夫杀死。
吉尔
盖尔特的女友，抛弃双腿残废的盖尔特，后来变成融合体的马修逃亡到吉尔家时被XAT队员开枪打伤，鲜血溅到她身上，让她也变成融合体，最后被盖尔特劈成数块。
约翰
马列克好友，个性软弱，受不良少年威迫利诱而欺负马列克，内心愧疚下送了遗书给马列克养姐弟后上吊自杀。

## 用語
以德语中的「12」为名，基于基督教教义的宗教团体，经济、军事一体化的巨大组织。前身是中世纪十字军东征时期诞生的圣殿骑士团。
XAT
全称（異種发生突击队），为应对恶魔事件成立的组织。队员由从军方特种部队（如GSG 9）和警察中的交通机动队选拔人才构成，6人一个班的编制。
1班、2班存在确认，少数精锐集中于2班，整个指挥系统也在2班的基础上构建。第10话开始，新组成了帕拉丁部队的第3班。
驾驶有装备导弹的特殊摩托以及负责近距离射击的队员穿赤色背心（他们同时负责将恶魔引导到狙击区域内），远距离用50mm口径穿甲弹进行狙击的队员穿绿色背心，全体指挥系统人员及各班队长都穿黄色背心。
主要个人用武装为FN P90衝鋒槍。
融合體
將納米機械注入到血液之中，使人類迅速的完成需所費千年以上時間的進化。
感染的源頭是血液，只要被融合體的血濺到或受到融合體的攻擊而受傷，均有機會變成融合體。
融合體能夠與金屬融合成為自己身體的一部份。
Isis
莎夏研製的反納米裝置，放置於藥丸之中。
由莎夏親弟約瑟夫服食並發動。
Paladin
由Zwölf研製的對抗融合體兵器。
能夠由機車變成機械人狀態戰鬥。
開動後裝甲一直以另外的發電機開動電壓，能夠阻止融合體融合，更地有效保護使用者。
在Zwölf總部作護衛用的被塗成白色，阿曼達使用的paladin在裝甲上寫上有漢字“絆”和死去隊友的名字。
666
赫爾曼剛成為融合體時，暴走。從Zwölf搶來，外形像機車的機器。

## 主題曲
片头曲
OP1
作詞：谷山紀章、作曲・編曲：飯塚昌明、歌：GRANRODEO
OP2「unripe hero」（商品番号：LACM-4514）
作曲・编曲：齋藤真也、作词・歌：
片尾曲
ED1「sad rain」
作詞：畑亞貴、作曲・編曲：飯塚昌明、歌：
ED2「Separating Moment」
作詞：畑亞貴、作曲：mixakissa、編曲：绫部薰、歌：
此曲仅作为第12话的特定片尾曲。
ED3「A Wish For The Stars」（商品番号：LACM-4515）
作词：、作曲：渡边拓也、编曲：磯江俊道、歌：
ED4「sweet lies」
作詞：渡邊カズヒロ、作曲・編曲：磯江俊道、歌：いとうかなこ
此曲仅作为最终话的特定片尾曲。
劇中曲
IN「DD」
作詞：渡邊カズヒロ、作曲・編曲：村上正芳、歌：いとうかなこ
其为第16话插曲。

## 各集標題
| 集數 | 日文名稱 | 中文名稱               | 脚本     | 分鏡       | 演出              | 作畫監督          |
| ---- | -------- | ---------------------- | -------- | ---------- | ----------------- | ----------------- |
| 1    |          | 绝望的开始             | 小林靖子 | 板野一郎   | 板野一郎          | 恩田尚之          |
| 2    |          | 荣誉的代价             | 小林靖子 | 佐野隆史   | 佐野隆史          | 小林利充          |
| 3    |          | 感染扩大               | 小林靖子 | 板野一郎   | 遠藤广隆          | 飯島弘也          |
| 4    |          | 包圍網                 | 小林靖子 | 小林孝志   | 小林孝志 遠藤广隆 | 安彦英二          |
| 5    |          | 被疏远的人             | 小林靖子 | 佐野隆史   | 佐野隆史          | 長岡義孝          |
| 6    |          | 怜悯恶魔之歌           | 小林靖子 | 飯田馬之介 | 信田ユウ          | 恩田尚之          |
| 7    |          | 憎恨的尽头             | 小林靖子 | 日高政光   | 長岡義孝          | 小林利充          |
| 8    |          | 我已不再是弱者         | 小林靖子 | 日高政光   | 下司泰宏          | Shuzilow.HA       |
| 9    |          | 力量的價值、力量的意義 | 小林靖子 | 日高政光   | 信田ユウ          | 渡边純子          |
| 10   |          | 在阴谋中               | 虚淵玄   | 佐野隆史   | 西本由紀夫        | 土屋圭            |
| 11   |          | 默示录的前奏           | 虚淵玄   | 藤森カズマ | 長岡義孝          | 小林利充          |
| 12   |          | 审判之日               | 虚淵玄   | 佐野隆史   | 信田ユウ          | 恩田尚之          |
| 13   |          | 遙遠的記憶             | 太田愛   |            | 友田政晴          | 越智博之          |
| 14   |          | 聖者的選擇             | 太田愛   | 飯田馬之介 | 水森葉月          | 小林利充          |
| 15   |          | 赞美上帝的千年骑士     | 虚淵玄   | 日高政光   | 千葉高雪          | 羽田浩二          |
| 16   |          | 再会                   | 虚淵玄   | 佐野隆史   | 長岡義孝          | 渡辺純子          |
| 17   |          | 野兽的咆哮             | 虚淵玄   | 佐野隆史   | 吉沢俊一          | 土屋圭            |
| 18   |          | 第四默示               | 太田愛   | 藤森カズマ | 友田政晴          | 越智博之          |
| 19   |          | 来自过去的思念         | 太田愛   | 佐野隆史   | 祝浩司            | 海老原雅夫        |
| 20   |          | 黄泉大军               | 小林靖子 | 西本由紀夫 | 小林孝志          | 小林利充          |
| 21   |          | 苍白的骑士             | 小林靖子 | 藤森カズマ | 信田ユウ          | 結城信輝          |
| 22   |          | 传达不到的思念         | 虚淵玄   | 友田政晴   | 友田政晴          | 渡辺純子          |
| 23   |          | 劫火的大地             | 虚淵玄   | 佐野隆史   | 佐野隆史          | 土屋圭            |
| 24   |          | 約定之地               | 板野一郎 | 板野一郎   | 吉澤俊一          | 越智博之 恩田尚之 |

## 播放电视台
日本深夜動畫：下文記載的日本国内播放時間使用日本標準時間（UTC+9）表示。因為部分時間标识會採用30小时制，因此請留意这类超过24:00的时间，其實際播放時間為翌日清晨。
| 播放地域 | 电视台       | 播放日期               | 播放时间                              |
| -------- | ------------ | ---------------------- | ------------------------------------- |
| 神奈川县 | 神奈川電視台 | 2008年4月5日－9月27日  | 星期六 26時00分 - 26時30分            |
| 兵庫县   | SUN電視台    | 2008年4月6日－9月28日  | 星期日 25時30分 - 26時00分            |
| 千葉县   | 千葉電視台   | 2008年4月7日－9月29日  | 星期一 25時40分 - 26時10分            |
| 埼玉县   | 埼玉電視台   | 2008年4月8日－9月30日  | 星期二 26時00分 - 26時30分            |
| WEB放送  |              | 2008年4月9日－10月1日  | 每周三13時00分更新                    |
| 全日本   | AT-X         | 2008年4月24日－10月2日 | 星期四 11時30分 - 12時00分 （有重播） |

| 播放地域 | 电视台 | 播放日期               | 播放时间                                      |
| -------- | ------ | ---------------------- | --------------------------------------------- |
| 香港     | Animax | 2010年8月9日－9月9日   | 星期一至五 19時30分－20時00分                 |
| 臺灣     | Animax | 2010年9月9日－10月12日 | 星期一至五 21時30分－22時00分（日、中雙聲道） |

## 关联商品
- 官方文库版小说Vol1：角川Sneaker文庫 2008年7月1日出版，定价：609日元（税讫），ISBN 978-4-04-473701-6C0193。
- 官方文库版小说Vol2：角川Sneaker文庫 2008年10月1日出版，定价：560日元（税讫），ISBN 978-4-04-473702-3C0193。
- DVD Vol1：2008年8月8日发售，定价：4725日元（税讫），收录第1-2话。
- DVD Vol2：2008年9月21日发售，定价：5775日元（税讫），收录第3-4话。
- DVD Vol3：2008年10月21日发售，定价：5775日元（税讫），收录第5-6话。
- DVD Vol4：2008年11月21日发售，定价：5775日元（税讫），收录第7-8话。
- DVD Vol5：2008年12月5日发售，定价：5775日元（税讫），收录第9-10话。
- DVD Vol6：2009年1月21日发售，定价：5775日元（税讫），收录第11-12话。

## 相关项目
- GONZO
- Nitro+

## 腳注
1. ↑  腾讯动漫：面纱揭开 BLASSREITER详报出炉 2008-03-23查阅 的存檔，存档日期2008-04-03.